# Emergência (Índia)

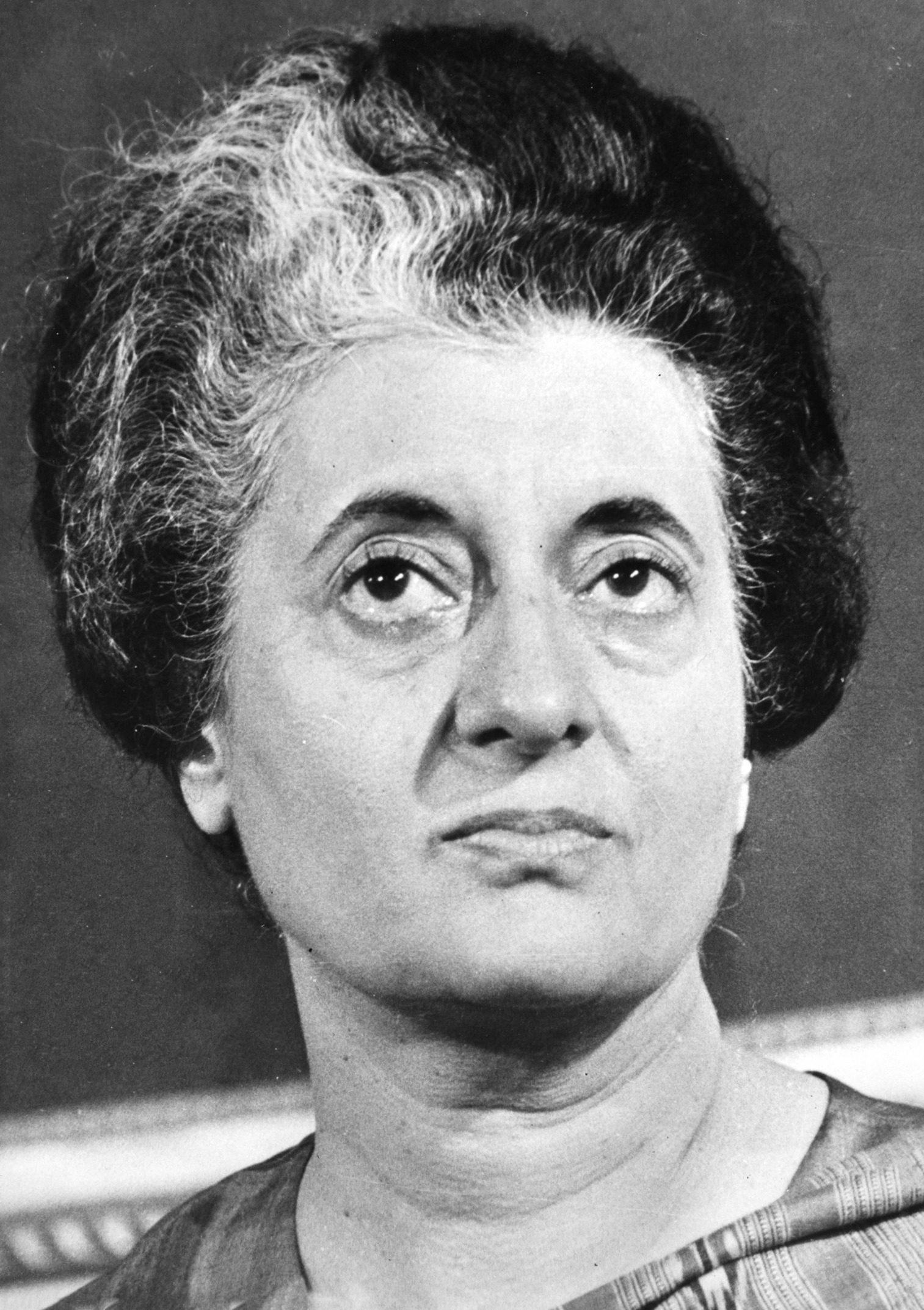
Seguindo o conselho da primeira-ministra Indira Gandhi, o presidente Fakhruddin Ali Ahmed proclamou estado de emergência nacional em 25 de junho de 1975.

A Emergência na Índia foi um período de 21 meses, de 1975 a 1977, quando a primeira-ministra Indira Gandhi declarou estado de emergência em todo o país.
Oficialmente emitida pelo presidente Fakhruddin Ali Ahmed sob o Artigo 352 da Constituição devido à "distúrbio interno" prevalecente, a Emergência entrou em vigor em 25 de junho de 1975 e terminou em 21 de março de 1977. A ordem concedeu ao primeiro-ministro autoridade para governar por decreto, permitindo o cancelamento de eleições e a suspensão das liberdades civis. Durante grande parte da Emergência, a maioria dos oponentes políticos de Gandhi foi presa e a imprensa foi censurada. Várias outras violações dos direitos humanos foram relatadas na época, incluindo uma campanha em massa pela vasectomia liderada por seu filho Sanjay Gandhi. A Emergência é um dos períodos mais controversos da história da Índia desde sua independência. A decisão final de impor uma emergência foi proposta por Indira Gandhi, acordada pelo Presidente da Índia e ratificada pelo Gabinete e pelo Parlamento de julho a agosto de 1975. Baseou-se na lógica de que havia ameaças internas e externas iminentes à o estado indiano.

## Crítica
As críticas e acusações da era Emergência podem ser agrupadas como:
1. Detenção de pessoas pela polícia sem acusação ou notificação das famílias
2. Abuso e tortura de detidos e presos políticos
3. Uso de instituições de mídia públicas e privadas, como a rede nacional de televisão Doordarshan, para propaganda do governo
4. Durante a Emergência, Sanjay Gandhi pediu ao popular cantor Kishore Kumar que cantasse para um comício do Partido do Congresso em Bombaim, mas ele recusou.  Como resultado, o ministro da Informação e Radiodifusão, Vidya Charan Shukla, proibiu não oficialmente a reprodução de canções de Kishore Kumar nas emissoras estatais All India Radio e Doordarshan de 4 de maio de 1976 até o final da emergência.
5. esterilização forçada
6. Destruição da favela e habitação de baixa renda na área de Turkmen Gate e Jama Masjid de Old Delhi
7. Promulgação em larga escala e ilegal de novas leis (incluindo modificações na Constituição)